# Mülheim-Kärlich
Mülheim-Kärlich – miasto w Niemczech, w kraju związkowym Nadrenia-Palatynat, w powiecie Mayen-Koblenz, wchodzi w skład gminy związkowej Weißenthurm.